# Нерпалах
Нерпалах — крупная кругообразная лагуна на западе острова Котельный, Якутия, Россия. Глубина до 4-х метров. Длина береговой линии — 31 км, размеры — 8,5×10 км. Соединена с губой Нерпичьей (море Лаптевых) узким проливом в 140 метров. Меж губой и лагуной проходит коса Северная длиной около 3-х км. На второй разделяющей косе рядом расположены избы — Нерпалах и Карага-Джиете.
Входит в состав охранной зоны Государственного природного заповедника «Усть-Ленский».
В лагуну впадают следующие реки:
- Куччугуй-Ураса (16 км длины[2])
- Усун-Ураса
- Тюгях-Ураса
- Нерпалах-Сала

Лагуна является удобной стоянкой для судов, использовалась экспедицией Эдуарда Толля во время Русской полярной экспедиции для стоянки шхуны «Заря» в 1901 году.

## Инфраструктура
На берегу расположены:
- Изба Тюсех-Джие
- Изба Нерпалах и изба Карага-Джиете, расположены рядом
- Землянка Тюгях-Ураса

## Топографические карты
- Лист карты S-53-V,VI Полярная ст. Темп. Масштаб: 1 : 200 000. Состояние местности на 1952-1973 год. Издание 1989 г.
- Лист карты S-53-XI,XII м. Толстого. Масштаб: 1 : 200 000. Состояние местности на 1973 год. Издание 1989 г.